# Experimentlek
Experimentlek, barnprogram i sju avsnitt som ingick i programblocket Halv fem. Första programmet sändes i TV1 den 1 mars 1972. Skådespelarna Per Ragnar och Gösta Ekman gör olika experiment till exempel med ljus, luft och mikroskop.